# حاضنة تقانة المعلومات
حاضنة تقانة المعلومات والاتصالات مؤسسة غير ربحية تابعة للجمعية العلمية السورية للمعلوماتية وتهدف إلى تشجيع رواد الأعمال والشباب المبدعين وتقديم الدعم اللازم لهم في تأسيس مشاريعهم المبتكرة في مجال تقانة المعلومات والاتصالات.

## التأسيس والأفرع
تأسست الحاضنة في عام 2006 بتعاون بين جامعة دمشق والجمعية العلمية السورية للمعلوماتية، وذلك بهدف دعم ريادة الأعمال في مجال تقانة المعلومات والاتصالات، تلتها بعد ذلك حاضنة في حمص تم افتتاحها في شباط 2010، وقبل نهاية 2010 تم افتتاح حاضنة تقانة المعلومات والاتصالات في اللاذقية.